# Tō-ji
El Tō-ji (東寺, 'temple de l'Est') és un temple budista  japonès de la secta shingon, situat a Kyoto. El seu nom oficial és Kyō-ō-gokoku-ji (教王護国寺), però és més conegut amb el nom de Tō-ji. Va ser fundat l'any 823 pel cèlebre sacerdot Kōbō Daishi (弘法大師, igualment conegut amb el nom de Kūkai: 空海) a petició de l'emperador Saga.
El temple és famós per la seva pagoda (goju no tō), que mesura 57 metres d'alçària, cosa que en fa la major torre de fusta del Japó. La seva reconstrucció, que va ser manada pel Shōgun Tokugawa Iemitsu, data, doncs, del període Edo.
La sala principal (Kon-dō) ha estat erigida l'any 796 i destruïda durant un incendi el 1486.
- 26 abril de 1489: el shogun Ashikaga Yoshihisa es va morir a l'edat de 25 anys. Fou enterrat a Tō-ji l'endemà.[1]

És Toyotomi Hideyori qui en decideix la reconstrucció el 1603. Aquesta sala conté les estàtues del Buda de la guarició, Yakushi-nyorai, i dels seus servidors, Nikk i Gakk Bosatsu.

## Galeria

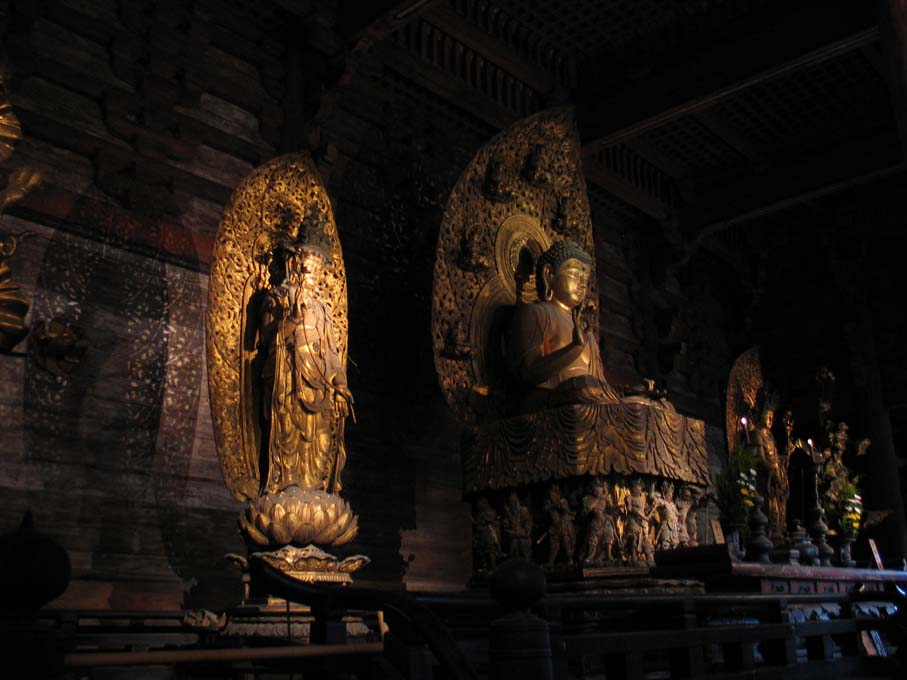
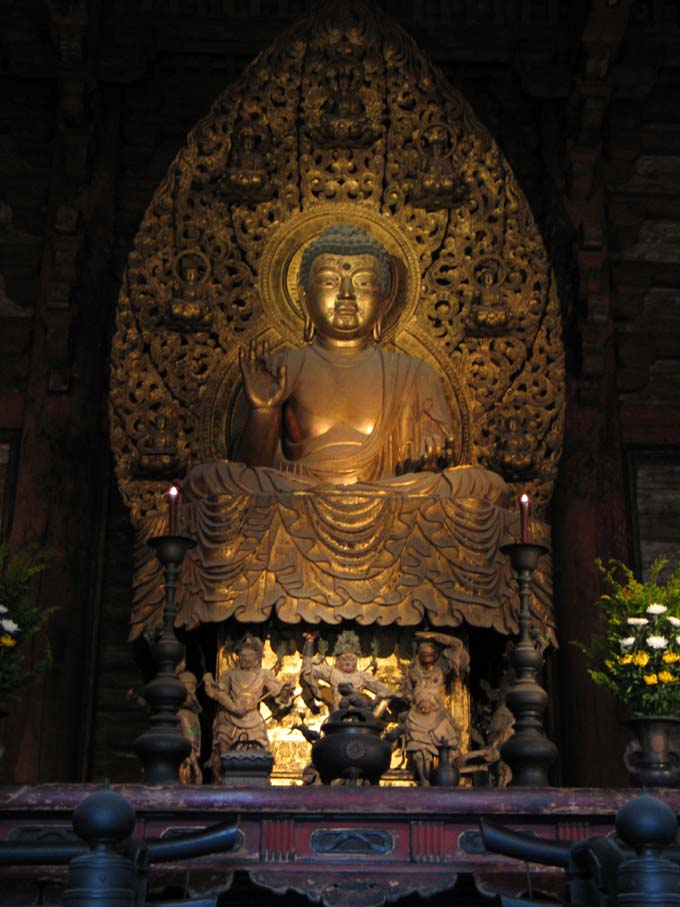

- Estàtua de Nikkō al Kon-dō
- Estàtua de Yakushi-nyorai al Kon-dō